# The Nutty Squirrels
The Nutty Squirrels (deutsch Die verrückten Eichhörnchen) war eine virtuelle Cartoon Band um den Jazzmusiker Don Elliott und den Sänger und Komponisten Alexander „Sascha“ Burland (* 1927), die in den Jahren um 1960 in den USA vor allem durch die Zeichentrickserie The Nutty Squirrels Present populär war.

## Konzept und Entstehungsgeschichte
The Nutty Squirrels wurden als Imitation der Chipmunks gebildet, welche 1958 den Song Witch Doctor veröffentlicht und Ende 1959 mit Uh-Oh einen Top-40-Hit in den USA hatten. The Nutty Squirrels wollten mit einem gleichnamigen Fernseh-Cartoon vom kommerziellen Erfolg der Chipmunks profitieren. Charakteristisch für beide Gruppen war der elektronisch beschleunigte und harmonisierte Gesang; dabei adaptierten sie Ross Bagdasarians Methode, den Chipmunk-Sound zu erzeugen, bei dem Stimmen mit der Geschwindigkeit von 16 Umdrehungen pro Minute aufgenommen und dann mit 331/3 Umdrehungen abgespielt wurden. Während jedoch Bagdasarians Chipmunks eher Popmusik als Ausgangsmaterial verwendeten, favorisierten die Nutty Squirrels Anleihen am Modern Jazz, bevorzugt beim Bebop. Der Boom des Chipmunk-Phänomens brachte den Jazzmusiker Don Elliott und den Filmkomponisten Sascha Burland auf die Idee, den Chipmunk-Vokaleffekt mit dem Klang des Vocalese-Trios Lambert, Henricks & Ross zu verbinden. Sie kamen auch Bagdasarian zuvor, seine Chipmunks ins Fernsehen zu bringen, indem die Produzenten der Transfilm-Wylde Animation um die Musik eine eigene Fernsehserie schufen, The Nutty Squirrels Present, von der 150 etwa fünfminütige Folgen produziert und auf dem amerikanischen und australischen TV-Markt veröffentlicht wurden. Transfilm-Wylde, eine New Yorker Filmproduktionsfirma, hatte sich auf der Herstellung von Trickfilm-Jingles für Fernsehwerbung spezialisiert.

## Band- und Wirkungsgeschichte

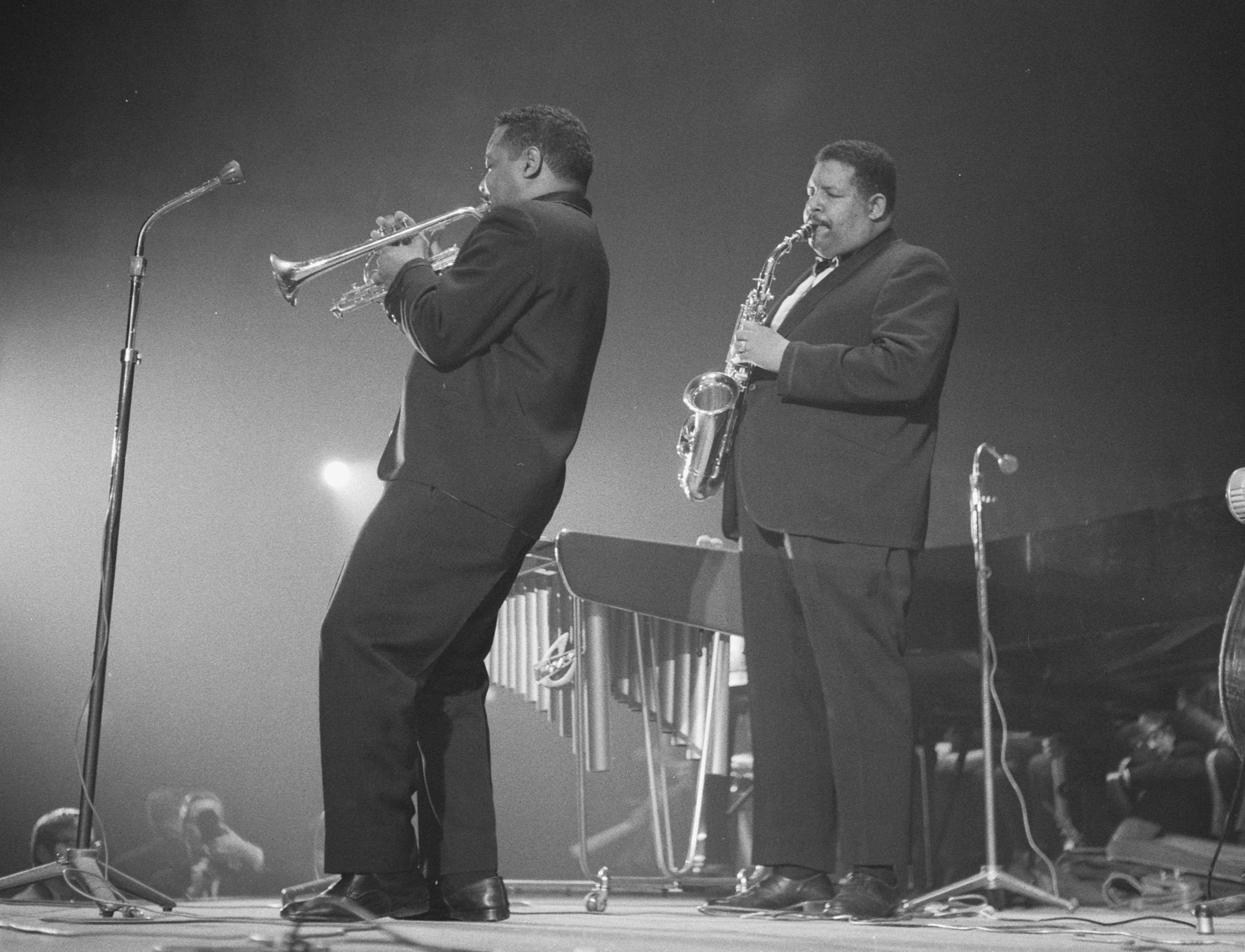
Cannonball Adderley (rechts) mit seinem Bruder Nat (1961)

The Nutty Squirels spielten und sangen Novelty Songs mit Jazzeinflüssen; so mit dem piepsigen Scatgesang im Bebopklassiker „Salt Peanuts“. Der Studioband gehörten neben Don Elliott (Gesang, Trompete, Vibraphon) und Sascha Burland (Gesang) bei der ersten LP-Produktion The Nutty Squirrels die Gitarristen Al Caiola und Don Arnone, der Bassist Jack Six und der Schlagzeuger Ronnie Bedford an; die Aufnahmen fanden an 29. Oktober und 6. November 1959 in New York statt
Die (virtuellen) Squirells waren im US-Fernsehen in der Zeichentrickserie The Nutty Squirrels Present zu sehen, die im September 1960 startete. Obwohl die Cartoons einen gleichförmigen Stil mit jazziger Hintergrundmusik hatten, waren sie kommerziell kein Erfolg; einige Fernsehstationen streuten die Squirrel-Trickfilme unter die erfolgreicheren von Woody Woodpecker und anderen Trickfilmen mit Tieren als Hauptdarstellern.
Die Wirkung der Produktion auf dem Musikmarkt war anders: Die Coverversion der Nutty Squirrels von Uh-Oh (Part 1) war zwar nicht so erfolgreich wie das Original; sie gelangte jedoch auf #45 der Billboard Pop Singles Charts, Uh-Oh (Part 2) erreichte allerdings #14. Die selbstbetitelte LP erschien auf dem kleinen Label Hanover Records; die Liner Notes stammten von Jazzkritiker Leonard Feather. Die folgende Singleauskopplung „Eager Beaver“ war die Vokalversion eines Stan-Kenton-Titels aus den 1940er-Jahren; sie konnte keine Platzierung in den Charts erzielen.
Der relative Erfolg der Band bei den Musikverkäufen brachte den Produzenten John Hammond dazu, Elliott und Burland bei Columbia Records unter Vertrag zu nehmen; am 26. Juli 1960 wurde das zweite Album der Band Bird Watching mit einem erweiterten Studioensemble aufgenommen. Für die Aufnahmesession holten Elliott und Burland u. a. die Jazzmusiker Cannonball Adderley, Hal McKusick (Altsaxophon), Bobby Jaspar (Flöte), Sam Most (Klarinette) und Mundell Lowe (Gitarre) ins Studio. Wie der Titel Bird Watching suggeriert, enthielt die LP neben Eigenkompositionen wie That’s Owl, Brother! Jazzstandards mit Bezug zu Vögeln, wie Flamingo, Skylark, Bye Bye Blackbird, Bob White (Whatcha Gonna Swing Tonight) oder When the Red Red Robin Comes Bob Bob Bobbin’ Along. Saxophonist Cannonball Adderley war auf diesem Album lediglich in Charlie Parkers Yardbird Suite zu hören. Im satirischen Lied Please Don’t Take Our Tree for Christmas (Columbia 4-41818) ereifern sich The Squirrels über Leute, die fürs Weihnachtsfest Christbäume stehlen. Die Single Please Don’t Take Our Tree for Christmas gelangte jedoch nicht in die US-Charts, ebenso wenig wie die LP.
Im Jahr 1963 veröffentlichten Elliott und Burland auf Cameo Records eine weitere Single der Squirrels, Grandma’s House. Im selben Jahr produzierten sie für RCA Victor noch die Single Hello Again, mit der B-Seite Bluesette, komponiert von Toots Thielemans.
1964 erschien bei MGM ein letztes Album des Teams Elliott/Burland; das von Creed Taylor produzierte und von dem Surfpop-Komponisten Billy Mure arrangierte A Hard Day’s Night and Other Smatches enthielt Coverversionen damals aktueller Beatles-Songs wie Can’t Buy Me Love und weiterer Hits dieser Ära wie Oh, Pretty Woman oder Needles & Pins. Nach dem kommerziellen Misserfolg dieser Produktion beendeten Elliott und Burland ihre Zusammenarbeit.

## Diskografie

### Singles
- Uh! Oh! (Part 1&2) (Hanover 4540, 1959)
- Please Don't Take Our Tree for Christmas / Nutty Noel (Columbia 4-41818, 1960)
- Eager Beaver / Zowee (Hanover 4551, 1960)
- The Squirrels: Grandma's House / The Philadelphia Minstrels: The Girl That I'll Adore (Cameo C-284, 1963)
- Hello Again/Bluesette (RCA Victor 47-8287, 1963)

### Alben und EPs
- The Nutty Squirrels (Hanover, 1959)
- Uh-Huh (EP, Hanover, 1959)[14]
- The Squirrels Go Bird Watching (Columbia, 1961), u. a. außerdem mit Romeo Penque, Hal McKusick, Sol Schlinger, Mundell Lowe, Trigger Alpert[8]
- The Nutty Squirrels Sing A Hard Day's Night and Other Smashes (MGM, 1964)